# Alarm für Cobra 11 – Die Autobahnpolizei
Alarm für Cobra 11 - Die Autobahnpolizei (titulada en castellà Alerta Cobra) és una sèrie de televisió alemanya, de molta popularitat en el seu país d'origen, sobre un equip de dos policies d'autopista. Al principi l'acció se situava prop de Berlín i posteriorment en l'estat de Renània del Nord-Westfàlia. La sèrie també s'ha emès a Portugal, Hongria, Itàlia, Espanya, Eslovàquia, Àustria República Txeca, Suïssa, Països Baixos, Moldàvia, Estònia, Polònia, Croàcia, França, Bulgària i Turquia. Després de més de quinze anys en antena el protagonista de la sèrie, Semir, ha tingut diversos companys, alguns han mort en la ficció i altres ho han deixat per motius personals. Els efectes especials són un dels motius d'atracció per a l'espectador. A Espanya s'emet de dilluns a divendres al matí a Cuatro. També s'emet per AXN.